# Enguri
Enguri (gruz. ენგური, abhazijski: Егры, Egry, rus. Ингур, Ingur) je rijeka u zapadnoj Gruziji, duga 213 kilometara. Izvire na Velikom Kavkazu i većim dijelom teče planinskom pokrajinom Svaneti. 
Zahvaljujući velikom padu i velikom protoku ima veliki hidroenergetski potencijal. Kod Anaklije se ulijeva u Crno more.
Od izbijanja Gruzijsko-abhazijskog sukoba, obje zaraćene strane i Ruska Federacija drže vojne položaje oko rijeke. Jedini most na rijeci, dug 870 metara, izgradili su njemački vojnici, ratni zarobljenici Crvene armije, u razdoblju između 1944. i 1948. godine.
Na rijeci je izgrađena Engurijska brana, najveće energetsko postrojenje na Kavkazu. Visoka je 240 metara, a obujma 1,1 milijun kubičnih metara vode. Godišnje proizvodi oko 4,5 milijuna kilovatsati energije, što je oko 40 % gruzijske godišnje proizvodnje. Kapacitet proizvodnje energije iznosi 1.320 MW (20 turbina po 66 MW).

## Vanjske poveznice
|  | Zajednički poslužitelj ima još gradiva o temi Enguri |